# Liran Carmel

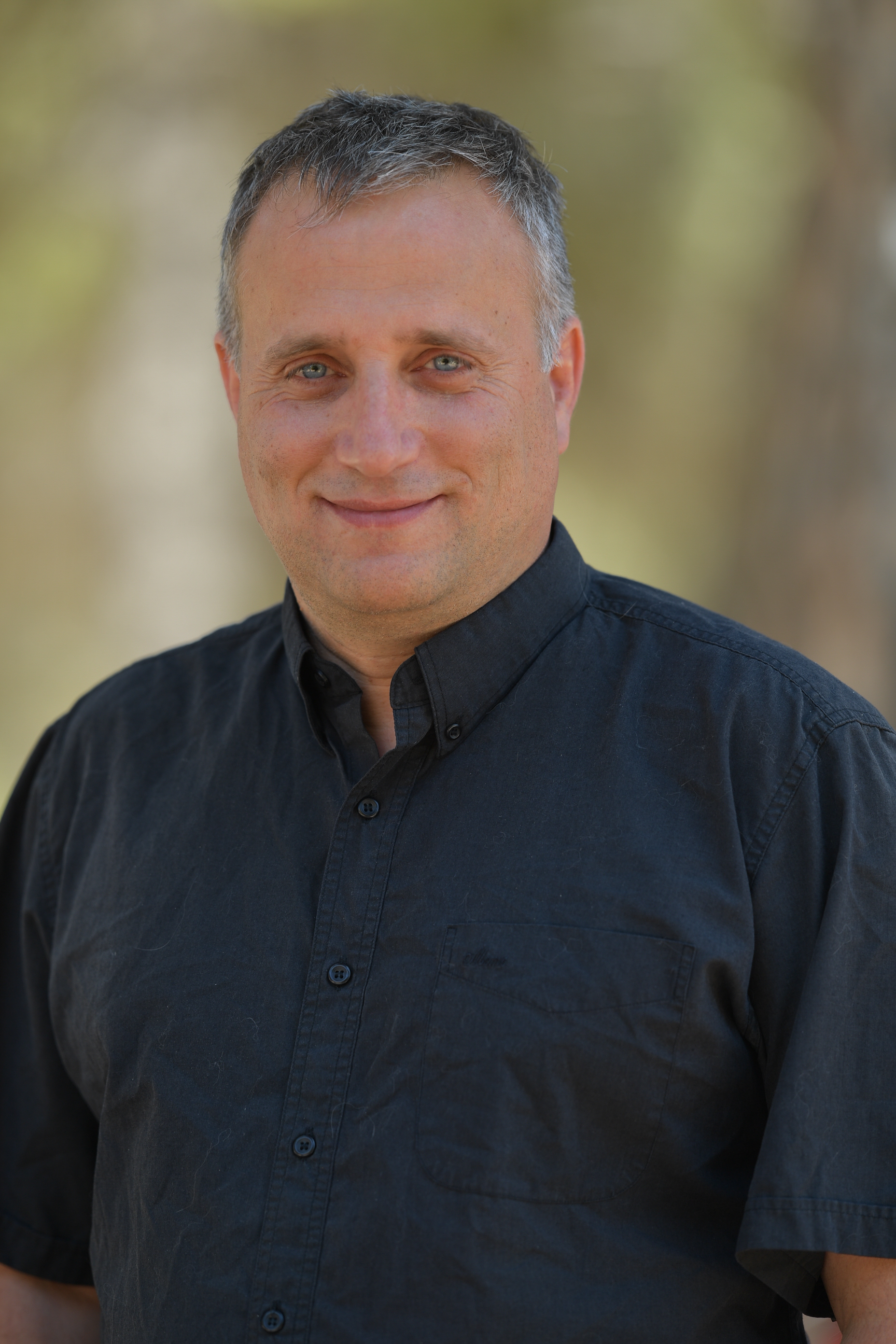
Liran Carmel

Liran Carmel ist ein israelischer Genetiker und Bioinformatiker.

## Leben und Wirken
Carmel erwarb 2004 bei David Harel am Weizmann-Institut für Wissenschaften mit der Arbeit On The Mathematics and Algorithmics of Electronic Noses einen Ph.D. Seit 2008 ist er an der Hebräischen Universität Jerusalem. Hier ist er (Stand 2021) Professor für Genetik und Forschungsgruppenleiter am Alexander Silberman Institute of Life Sciences. Zu seinen Arbeitsfeldern gehören die Evolution des Menschen, Paläogenetik, Biologie der RNA und multivariate Datenanalyse. Carmel prägte den Begriff der Paläo-Epigenetik.
Die Arbeit von Carmel und David Gokhman zum Aussehen der Denisova-Menschen wurde 2019 von den Lesern des Magazins Science zum Breakthrough of the Year gewählt. Ausgezeichnet wurde von den Herausgebern der Zeitschrift schließlich aber die ersten Aufnahmen eines Schwarzen Lochs. 2021 wurde Carmel gemeinsam mit Svante Pääbo und David Reich mit dem Massry-Preis ausgezeichnet. Er hat laut Google Scholar einen h-Index von 33, laut Datenbank Scopus einen von 28 (Stand jeweils Dezember 2021).